# Joss Whedon
Joseph Hill Whedon (Nueva York, 23 de junio de 1964), conocido como Joss Whedon, es un director, guionista y productor de cine estadounidense. Es principalmente reconocido por su labor en el cine de superhéroes, sobre todo por su trabajo en la productora Marvel Studios, en donde trabajó como coguionista de diversas producciones de la misma y como director y escritor de las dos primeras adaptaciones del cómic The Avengers: The Avengers (2012) y Avengers: Age of Ultron (2015). También se encargó de finalizar la producción de Liga de la Justicia para Warner Bros.
Whedon también ha trabajado en televisión como director, productor ejecutivo y creador de varias series, siendo especialmente conocido su trabajo en Buffy Cazavampiros y la serie de culto Firefly. En cómic, su trabajo más difundido lo realizó desde 2004 en Astonishing X-Men.
Los actores Gal Gadot, Ray Fisher, Charisma Carpenter, Michelle Trachtenberg y Amber Benson se han quejado públicamente del comportamiento de Whedon en los sets de grabación. WarnerMedia investigó las acusaciones de Fisher y anunció que habían tomado "medidas correctivas" en diciembre de 2020.

## Biografía

### Primeros años
Joss Whedon nació en Nueva York en una familia muy ligada al mundo de las comedias de situación estadounidenses, siendo hijo y nieto de guionistas. Pasó tres años en el Reino Unido estudiando en el Winchester College de Hampshire. Recibió la licenciatura en cinematografía de la Universidad Wesleyana en 1987. Su primer trabajo acreditado lo realizó para la comedia Roseanne.

### Carrera
Posteriormente, y aunque sin aparecer en los títulos de crédito, colaboró en el desarrollo de los guiones de Speed, X-Men, Twister y Waterworld; sin embargo muchas de sus aportaciones fueron prácticamente eliminadas. También fue uno los primeros guionistas en elaborar la historia que terminaría siendo Toy Story (por aquella época trabajaba para Pixar), e incluso fue nominado al Óscar al mejor guion original por esta película. Participó también en el guion de Alien: Resurrección, aunque su trabajo, especialmente el final que había escrito, se vio profundamente modificado en la película. Fue el guionista de Titan A.E., película de animación de ciencia ficción de Fox.

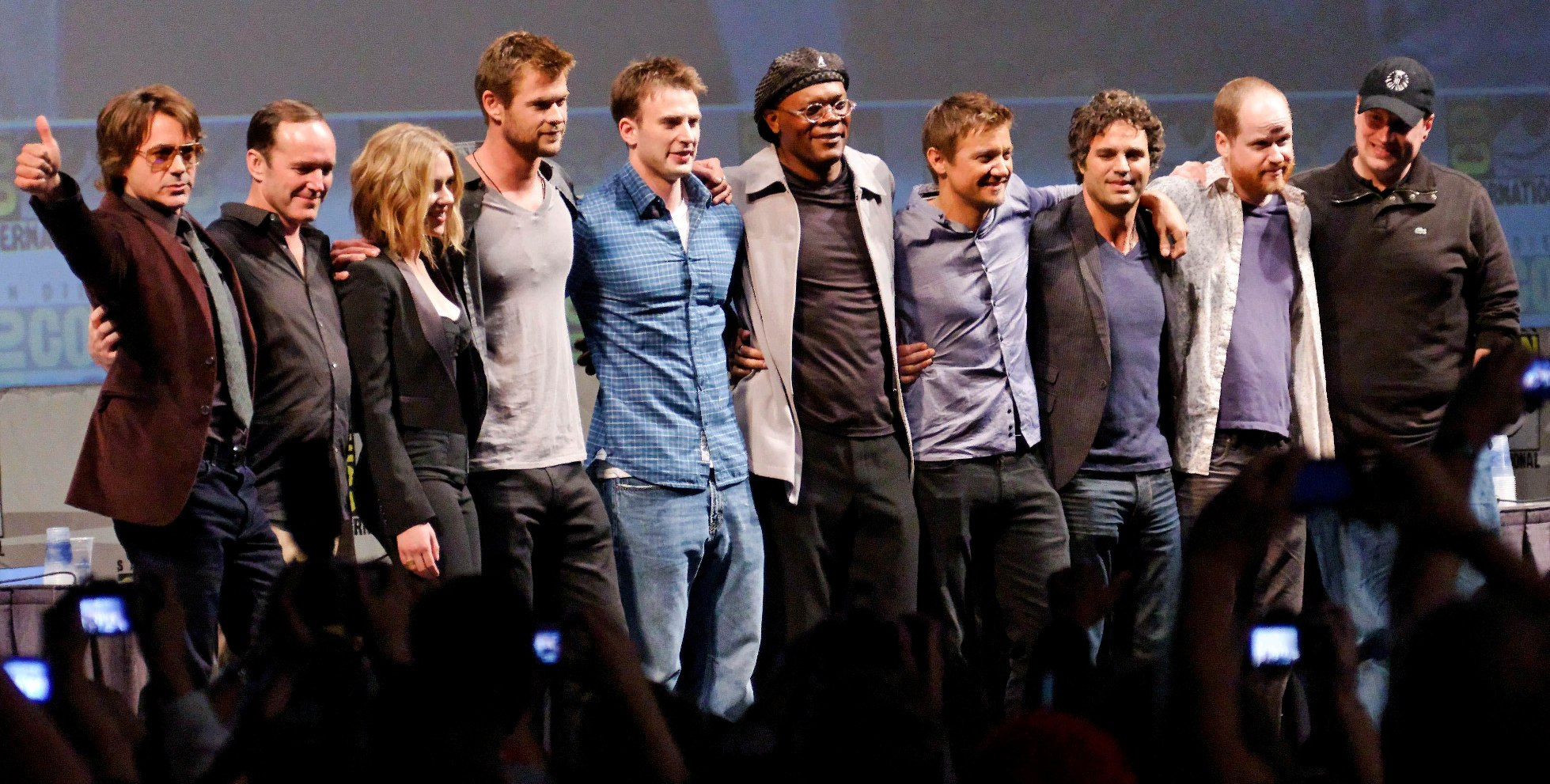
Presentación en 2012 de Los Vengadores en el Comic-Con de San Diego con Robert Downey Jr., Clark Gregg, Scarlett Johansson, Chris Hemsworth, Chris Evans, Samuel L. Jackson, Jeremy Renner, Mark Ruffalo, Joss Whedon y Kevin Feige.

En todo caso, el trabajo que le abrió las puertas del éxito fue el realizado para televisión en series de ciencia ficción como Buffy Cazavampiros y Ángel, que lo convirtieron en un autor de culto.
Esos trabajos le llevaron a iniciar también una exitosa carrera como guionista en el mundo del cómic, del que es un declarado fan. Se inició como autor de la miniserie Fray para Dark Horse Comics, una continuación del universo de Buffy. Posteriormente su trabajo en el guion de cómic adquirió progresivamente más notoriedad desde que en 2004 se pusiera al frente del Universo Mutante de la editorial Marvel como guionista de Astonishing X-Men, además de una nueva serie de Buffy en cómic publicada por Dark Horse Comics (2007).
Tras el rodaje de Serenity, tenía en perspectiva el proyecto de llevar al cine, escribir y dirigir una cinta de Wonder Woman, finalmente abandonado.

### The Avengers
Su segunda película como director de cine se produjo finalmente en 2012 en la adaptación cinematográfica de The Avengers, para Marvel Studios, para la que también realizó el guion.
La cinta fue protagonizada por Robert Downey Jr., Chris Evans, Chris Hemsworth, Mark Ruffalo, Scarlett Johansson, Jeremy Renner y Samuel L. Jackson.
La película terminó siendo tanto un éxito en crítica como en taquilla: recaudó 1 518 594 910 dólares en todo el mundo, catapultándolo a la fama.[cita requerida]

### Avengers: Age of Ultron
Whedon volvió a escribir y dirigir la secuela de Los Vengadores, que se tituló Avengers: Age of Ultron, estrenada en 2015, en la que no logró superar el éxito de la primera entrega. Recaudó $ 1 405 543 868 dólares en todo el mundo y recibió críticas positivas, pero no tanto como la primera.

### Justice League
A finales de mayo de 2017, el director Zack Snyder, responsable de la producción de La Liga de la Justicia, abandonó el proyecto debido a una tragedia familiar. Es por esto que el estudio le confió a Whedon la posproducción y posteriores regrabaciones, escritas por él mismo, de la cinta. Siguiendo su propio criterio y las indicaciones de Warner Bros, Whedon eliminó la mayor parte de lo rodado por Snyder e introdujo a lo largo de la película sus regrabaciones, cambiando el tono de la misma. El resultado fue decepcionante a nivel de taquilla, considerándose la cinta que menos recaudó del llamado DC Extended Universe.
En el año 2021, Zack Snyder pudo culminar su versión del director, conocida como el Snyder Cut una cinta de cuatro horas de duración en la que se explica prácticamente la misma historia, pero en la cual no utilizó ninguna de las escenas rodadas por Joss Whedon, declarando: «le prendería fuego antes de usar un solo cuadro que no fotografié».

### Controversias
“Joss Whedon y nosotros hemos tomado caminos separados. Seguimos entusiasmados con el futuro de The Nevers y estamos impacientes ante su estreno”. Estas palabras son de HBO y datan de 2021. En aquel momento, Whedon acababa de dirigir su último gran proyecto, la serie  The Nevers .
Pero, por culpa de la mala prensa que se había ganado poco antes, decidieron retirarlo del proyecto y hacer como si no hubiera tenido nada que ver con la serie. Pero en los últimos meses han seguido saliendo a la luz más y más declaraciones en contra del director.
La primera gran controversia en torno a Whedon surgió en 2017, cuando su exesposa Kai Cole publicó una carta en la que acusaba al director de haberle sido infiel en varias ocasiones a lo largo de su matrimonio de 16 años. Cole también alegó que Whedon había sido un hipócrita, promoviendo públicamente valores feministas mientras en privado había sido un marido infiel y mentiroso.
A pesar de que estas declaraciones quedaron como algo puntual, se sumaron a otras que venían de mucho antes, concretamente de 2004. Mientras Whedon dirigía la serie Angel en esta época, Charisma Carpenter, quien había interpretado a Cordelia Chase en la serie, afirmó que Whedon la había maltratado en el set y la había despedido de la serie después de que quedara embarazada. Carpenter también afirmó que Whedon había sido un jefe tóxico y que había creado un ambiente de trabajo hostil en el set de la serie.
En aquel momento, nadie escuchó las declaraciones de Carpenter, pero volvieron a salir a la luz por un rodaje en concreto: el de La Liga de la Justicia. En 2017, la hija de Zack Snyder se suicidió, así que el director, que estaba en vuelto en ese momento en el rodaje de Liga de la Justicia, abandonó el rodaje.
Para poder continuar adelante con el proyecto desde Warner le buscaron a un sustituto: Joss Whedon. La elección parecía perfecta, pero pronto quedó claro que no lo era en absoluto.
El primero en sacar a la luz lo ocurrido en La Liga de la Justicia fue Ray Fisher, que interpreta a Cyborg. Fisher acusó a Whedon de comportamiento abusivo y poco profesional en el set de rodaje. Afirmó, que Whedon había sido “abusivo, poco profesional y completamente inaceptable” durante el rodaje de la película, y también acusó al productor Geoff Johns y al presidente de DC Films, Walter Hamada, de encubrir sus comportamientos.
Además, Fisher también alegó que el comportamiento de Whedon había sido el motivo de su despido de la película The Flash, que todavía estaba en producción. 
Las acusaciones de Fisher llevaron a una investigación por parte de Warner Bros., que concluyó su relación con el director en diciembre de 2020, sin hacer comentarios sobre la veracidad de las acusaciones. Sin embargo, Fisher mantuvo sus acusaciones y continuó hablando públicamente sobre su experiencia negativa trabajando con Whedon. Y no ha sido el único.
Después de Fisher, gran parte del elenco principal del filme se ha sumado a sus declaraciones. Entre otras cosas, se ha descubierto que Whedon llegó a amenazar a Gal Gadot con destruir su carrera si se negaba a hacer los diálogos de una escena tal cual estaban escritos, ya que los había cambiado un poco.
Sobre esto, Whedon ha declarado que se le malinterpretó cuando dijo que “la ataría a una vía”, y dijo lo siguiente: “Yo no amenazo a la gente. ¿Quién hace eso? El inglés no es su lengua materna, y tiendo a ser bastante florido en mi habla”.

## Filmografía[10]

### Cine
| Año  | Título                       | Acreditado como | Acreditado como | Acreditado como | Notas |
| Año  | Título                       | Guionista       | Director        | Productor       | Notas |
| ---- | ---------------------------- | --------------- | --------------- | --------------- | --- |
| 1992 | Buffy the Vampire Slayer     | Sí              | No              | No              | |
| 1994 | The Getaway                  | Sí              | No              | No              | No se le acreditó. |
| 1995 | Rápida y mortal              | Sí              | No              | No              | No se le acreditó. |
| 1995 | Toy Story                    | Sí              | No              | No              | Coguionista. |
| 1997 | Alien: Resurrección          | Sí              | No              | No              | |
| 2001 | Atlantis: el imperio perdido | Sí              | No              | No              | Tratamiento. |
| 2005 | Serenity                     | Sí              | Sí              | No              | |
| 2012 | The Avengers                 | Sí              | Sí              | No              | |
| 2012 | The Cabin in the Woods       | Sí              | No              | Sí              | Coguionista. |
| 2012 | Much Ado About Nothing       | Sí              | Sí              | Sí              | También realizó el montaje. |
| 2014 | In Your Eyes                 | Sí              | No              | No              | Productor ejecutivo. |
| 2015 | Avengers: Age of Ultron      | Sí              | Sí              | No              | |
| 2017 | Liga de la Justicia          | Sí              | Sí              | No              | Solo en la posproducción; Whedon realizó regrabaciones de escenas escritas por él mismo (escribiendo 80 páginas de un guion totalmente nuevo debido a exigencias de Warner Brothers). Elegido por el estudio luego del abandono debido a una tragedia familiar de Zack Snyder. |

### Televisión
| Año       | Título                            | Rol                                       | Notas                      |
| --------- | --------------------------------- | ----------------------------------------- | -------------------------- |
| 1989-1990 | Roseanne                          | Guionista                                 |                            |
| 1990      | Parenthood                        | Productor, guionista                      |                            |
| 1997-2003 | Buffy the Vampire Slayer          | Creador, director, guionista, productor   |                            |
| 1999-2004 | Ángel                             | Cocreador, director, productor, guionista | Serie emitida en Neox      |
| 2002      | Firefly                           | Creador, director, guionista              |                            |
| 2007      | The Office                        | Director                                  | 1 episodio                 |
| 2009      | Dollhouse                         | Creador, director, guionista              |                            |
| 2010      | Glee                              | Director                                  | 1 episodio                 |
| 2013-2020 | Agents of S.H.I.E.L.D.            | Cocreador, director, guionista            | Director Episodio: "Pilot" |
| 2021      | The Nevers                        | Director, Cocreador, guionista            | 10 episodios.              |
| 2022      | Buffy The Vampire Slayer (reboot) | Co- creador                               | por anunciar.              |

## Premios y distinciones
Premios Óscar
| Año  | Categoría            | Película  | Resultado |
| ---- | -------------------- | --------- | --------- |
| 1996 | Mejor guion original | Toy Story | Nominado  |